# Luis Ciges Martínez
Luis Ciges Martínez  (Madrid, 10 de maig de 1921 - ibídem, 11 de desembre de 2002) va ser un actor de cinema i televisió espanyol.

## Trajectòria
Va ser un dels secundaris per excel·lència del cinema espanyol. Des dels anys 60 va participar en moltes de les pel·lícules més importants del cinema espanyol. Era nebot de l'escriptor Azorín i fill del també escriptor Manuel Ciges Aparicio, que fora governador civil de Santander i de Àvila, on va ser afusellat pels militars revoltats a l'agost de 1936. Resident a Mallorca, es titula en peritatge mercantil, després de la qual cosa, el 1941, forçat per les circumstàncies en què havia quedat la família, es va allistar com a voluntari a la Divisió Blava —on va conèixer Luis García Berlanga— i va passar per Polònia i Leningrad.
Al seu retorn a Espanya, i després d'estudiar dos anys de Medicina i treballar com a becari en el laboratori del sanatori antituberculós de Àvila, el 1951 ingressa en l'Institut de Recerques i Experiències Cinematogràfiques, del qual obté el títol de direcció. Realitza diversos documentals i curtmetratges per a acabar, des de finals de la dècada dels cinquanta, dedicant-se a la interpretació que ja no abandona fins a la seva defunció. Després d'uns inicis cinematogràfics una mica més espaiats i amb títols com Plácido (1961), de Luis García Berlanga, a partir dels anys 70 intensifica la seva carrera en la pantalla gran, arribant a participar en més de 150 títols.

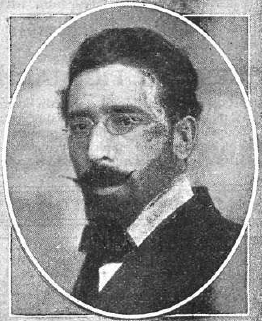
Manuel Ciges, pare de l'actor.

Consagrat com un dels actors secundaris més sòlids del panorama cinematogràfic espanyol, la seva figura eixuta el situa en papers còmics o de personatge excèntric i marginat. Actor fetitxe per a Berlanga, va comptar amb ell per a interpretar a Segundo, el criat dels Marquesos de Leguineche a "La escopeta nacional" (1978), "Patrimoni Nacional" (1981) i "Nacional III" (1982), així com per a un altre paper a "Todos a la cárcel" (1993). També es va prodigar en la filmografia de José Luis Cuerda, en títols com "Así en el cielo como en la tierra" (1995), que li va valer el Premi Goya al millor actor de repartiment, "Amanece, que no es poco" (1988) o "El bosque animado" (1987).
Entre els pocs papers protagonistes que va arribar a interpretar, destaca especialment el personatge principal de la comèdia surrealista "El milagro de P. Tinto" (1998), de Javier Fesser.
En televisió, entre 1991 i 1995 va interpretar Ricardo, un dels clients habituals de Lourdes Cano (Concha Cuetos) a "Farmacia de guardia", d'Antonio Mercero.
Entre març i agost de 2002 participà en el rodatge de la pel·lícula "La gran aventura de Mortadelo y Filemón", dirigida per Javier Fesser i protagonitzada per Benito Pocino (com Mortadelo) i Pepe Viyuela (com Filemón), on va interpretar el seu últim paper (com a aparellador al servei de la República de Tirania); no va arribar a veure l'estrena (febrer de 2003).
Va morir el 11 de desembre de 2002 en la clínica San Camilo (Madrid) d'un atac al cor.

## Filmografia
- La gran aventura de Mortadelo y Filemón (2003), de Javier Fesser.
- El paraíso ya no es lo que era (2001), de Francesc Betriu.
- La mujer más fea del mundo (1999), de Miguel Bardem.
- París-Tombuctú  (1999), de Luis García Berlanga.
- El milagro de P. Tinto (1998), de Javier Fesser.
- Una pareja perfecta (1997), de Francesc Betriu.
- Así en el cielo como en la tierra (1995), de José Luis Cuerda.
- Alegre ma non troppo (1994), de Fernando Colomo.
- Todos a la cárcel (1993), de Luis García Berlanga.
- Todo por la pasta (1991), de Enrique Urbizu.
- El vuelo de la paloma (1989), de José Luis García Sánchez.
- Amanece, que no es poco (1988), de José Luis Cuerda.
- Pasodoble (1988), de José Luis García Sánchez.
- El bosque animado (1987), de José Luis Cuerda.
- Moros y cristianos (1987), de Luis García Berlanga.
- Matador (1986), de Pedro Almodóvar.
- La corte de Faraón (1985), de José Luis García Sánchez.
- La vaquilla (1985), de Luis García Berlanga.
- Hierro dulce (1985) de Francisco Rodríguez.
- Sal gorda (1983), de Fernando Trueba.
- Laberinto de pasiones (1982), de Pedro Almodóvar.
- Nacional III (1982), de Luis García Berlanga.
- Estoy en crisis (1982), de Fernando Colomo.
- La colmena (1982), de Mario Camus.
- Valentina. Crónica del alba, 1a part (1982), d'Antonio José Betancor.
- Patrimonio Nacional (1981), de Luis García Berlanga.
- Tú estás loco Briones (1981), de Javier Maqua.
- Gay Club (1981), de Tito Fernández.
- Arrebato (1979), d'Iván Zulueta.
- La escopeta nacional (1978), de Luis García Berlanga.
- ¿Que hace una chica como tú en un sitio como este? (1978), de Fernando Colomo.
- Un hombre llamado Flor de Otoño (1978), de Pedro Olea.
- Sentados al borde de la mañana, con los pies colgando (1978), d'Antonio José Betancor
- Eva, limpia como los chorros del oro (1977), de José Truchado.
- La criatura (1977), d'Eloy de la Iglesia.
- ¿Quién puede matar a un niño? (1976), de Narciso Ibáñez Serrador.
- Pim, pam, pum... ¡fuego! (1975), de Pedro Olea.
- Vera, un cuento cruel (1973), de Josefina Molina.
- La rebelión de las muertas (1973), de León Klimovsky.
- La saga de los Drácula (1972), de León Klimovsky.
- Cabezas cortadas (1970), de Glauber Rocha.
- Los farsantes (1963), de Mario Camus.
- Plácido (1961), de Luis García Berlanga.
- Molokai, la isla maldita (1959),[2] de Luis Lucía.

## Filmografia en curt
- La teoría del dinero (1989), de Mariano Catalán
- Franco no debe morir en la cama (1998), d'Alberto Macías.
- Rufino (1998), d'Octavi Masià.
- Aquel ritmillo (1995), de Javier Fesser.

## Filmografia televisiva
- Compañeros
  - Se acabó la vida de artista (3 d'octubre de 2000)
- Periodistas
  - Verano.es (30 de juny de 2000)
- Médico de familia
  - Blanca y radiante (23 de desembre de 1997)
- Farmacia de guardia (1991-1994)
- Truhanes
  - La tontina (26 d'octubre de 1993)
- La mujer de tu vida
  - La mujer infiel (2 de març de 1990)
- Escalera interior, escalera exterior (1986)
- Las aventuras de Pepe Carvalho
  - El mar, un cristal opaco (14 de març de 1986)
- La huella del crimen
  - El crimen de la calle Fuencarral (17 de maig de 1985)
- Juanita la Larga (1982)
- Fortunata y Jacinta (1980)
- El español y los siete pecados capitales
  - La envidia (21 de novembre de 1980)
- Escrito en América
  - Cadáveres para la publicidad (9 de setembre de 1979)
- Curro Jiménez
  - En la loca fortuna (16 de març de 1977)
  - El péndulo (12 de juny de 1977)
- Los Libros
  - Viaje a la Alcarria (5 d'abril de 1976)
- Cuentos y leyendas
  - Un error judicial (17 de desembre de 1974)
  - En provincia (26 de setembre de 1975)
  - La puñalada (24 d'octubre de 1975)
  - Huida hacia el pueblo de las muñecas de cera (7 de novembre de 1975)
  - El libro de los tesoros (5 de desembre de 1975)
  - La inocencia castigada (26 de desembre de 1975)
  - El regreso de Edelmiro (9 de gener de 1976)
  - Poesía de amor y muerte (13 de febrer de 1976)
- Don Juan (1974)
- Los pintores del Prado (1974)
- El pícaro (1974)
  - Capítol 10: De cómo todos los caminos no dan a Roma pero sí los allana el dinero.